# Psiebaj
Psiebaj (ros. Псебай) – osiedle typu miejskiego w Rosji, w Kraju Krasnodarskim, w rejonie mostowskim. W 2010 liczyło 10 839 mieszkańców.